# Aceite de chía
La chía es un antiguo cultivo de América. Originaria de México y Guatemala, fue alimento principal en las civilizaciones precolombinas. Se cree que se utilizaba antes del 3500 a. C. La semilla contiene un 30% de aceite del cual más del 60% es Omega 3, un ácido graso esencial para el organismo. 
Desde el 2009 el aceite de chía forma parte del Código Alimentario Argentino (CAA)